# Burgruine Lichteneck (Ingelfingen)
Die Burgruine Lichteneck ist die Ruine einer Spornburg in Ingelfingen im Hohenlohekreis in Baden-Württemberg. Umgeben von Weinbergen steht die Ruine als ein Wahrzeichen der Stadt auf einem Bergsporn über der Altstadt von Ingelfingen im Kochertal.
Die Ruine der Höhenburg ist der erhaltene Rest der um 1250 von Kraft von Boxberg erbauten Burg. Zerstört wurde sie möglicherweise 1394 von Graf Eberhard von Württemberg bei seinem Zug gegen die Schlegler oder 1436 in der Wertheimer Fehde. Die Außenmauern sind etwa zur Hälfte noch erhalten, zur Bergseite hin existiert noch der Burggraben.
Nach mehreren Unwetterschäden wurde in den 1970er Jahren das Mauerwerk der Ruine umfassend gesichert.

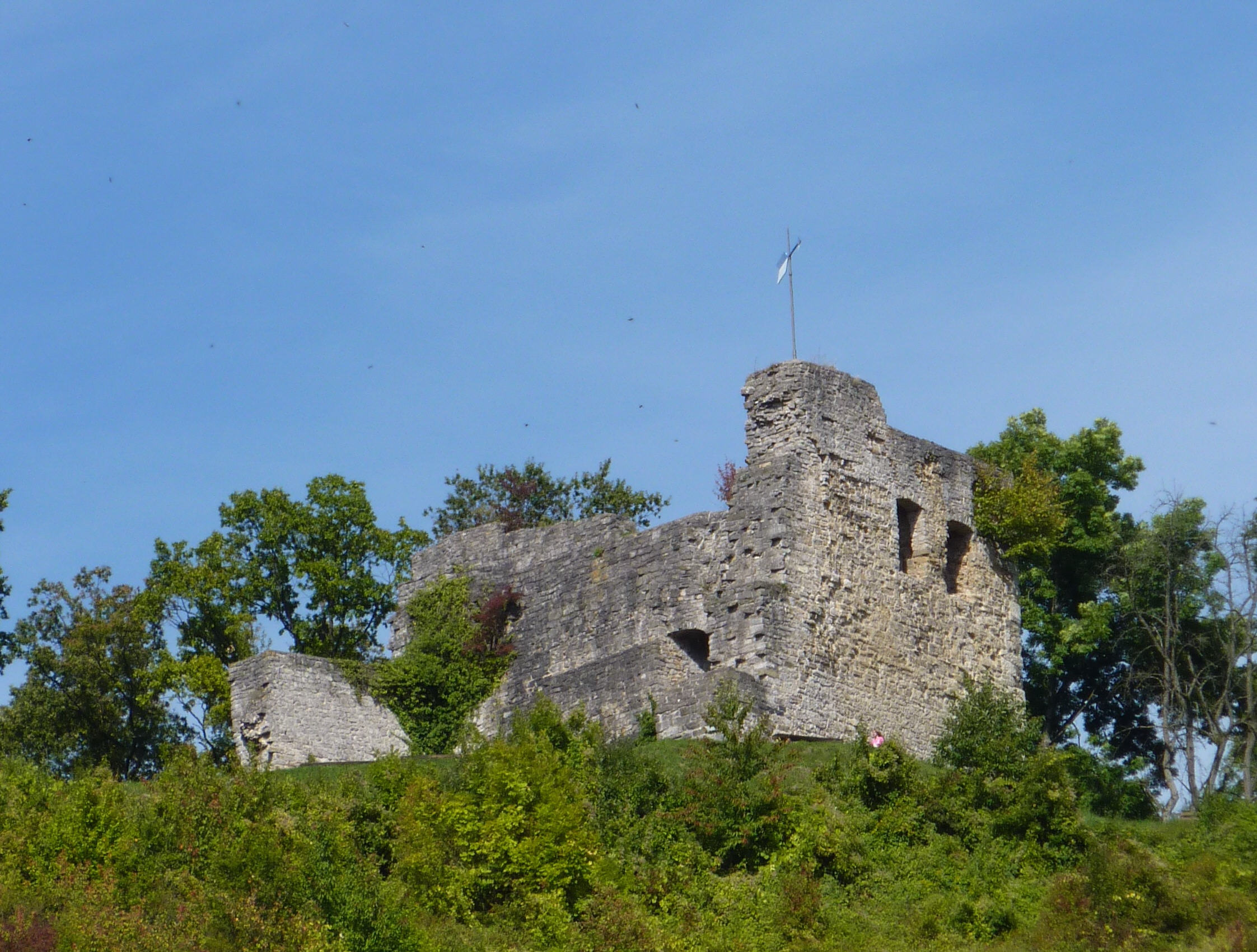
Lichteneck im September, von der Stadt aus gesehen
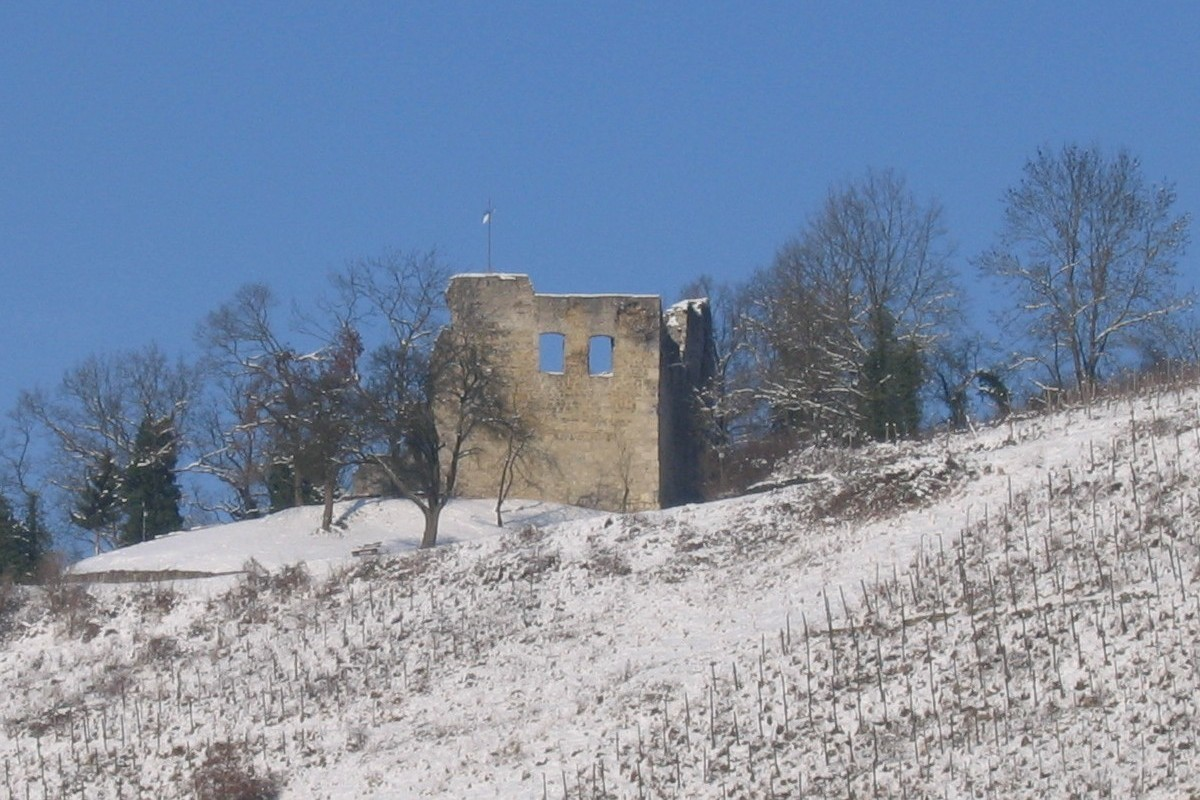
Lichteneck im Winter
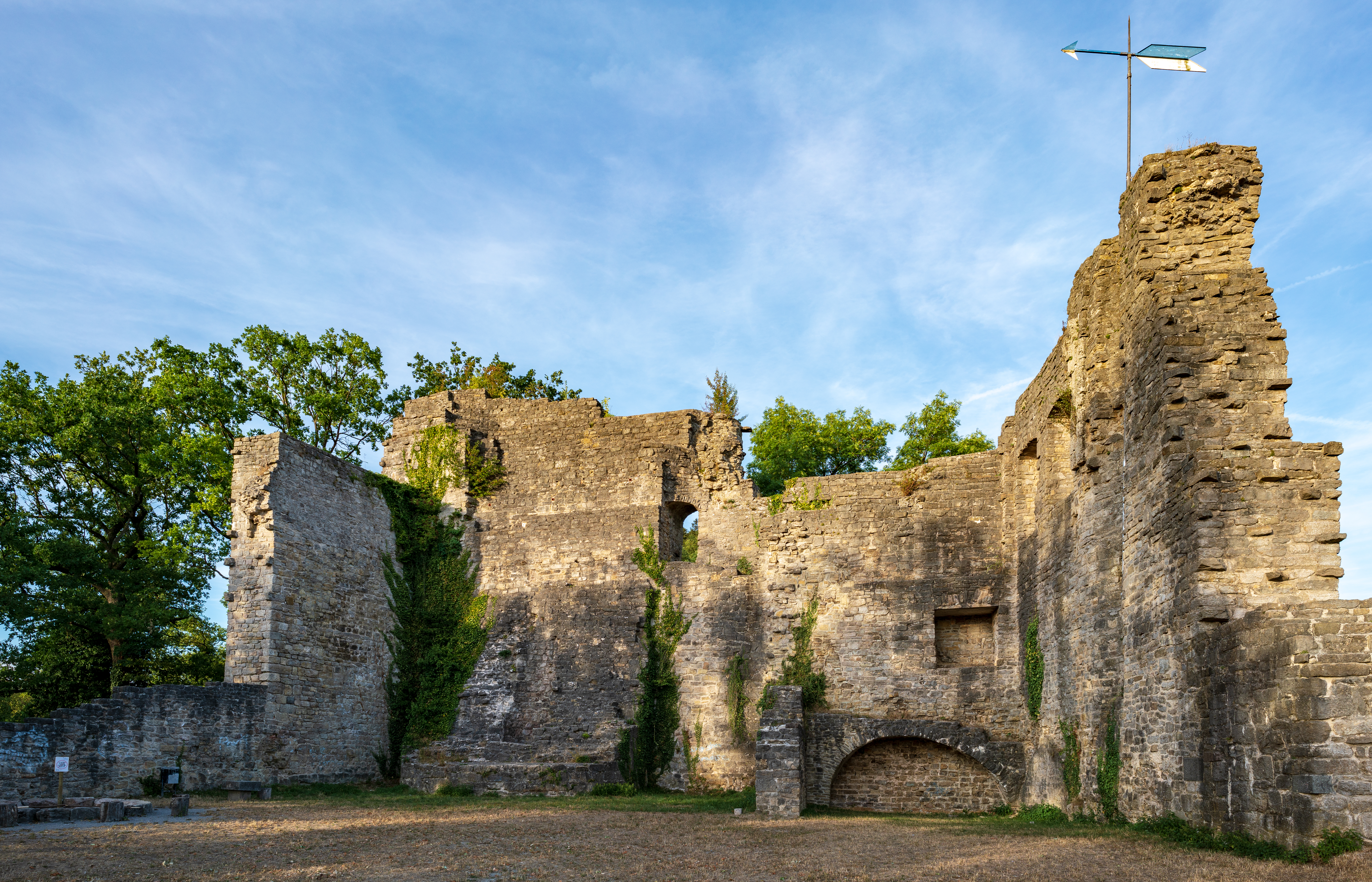
Im Inneren der Ruine
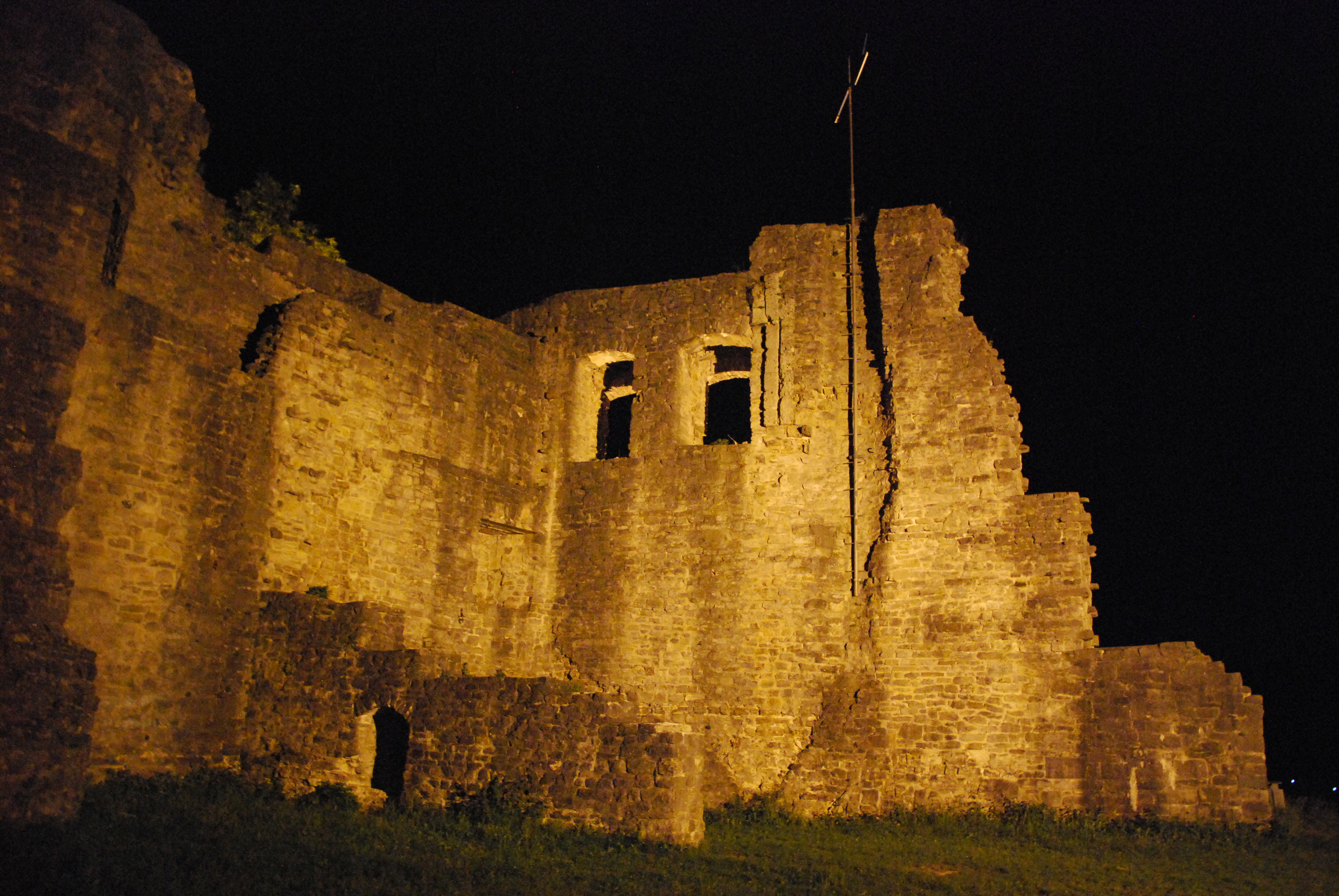
Auf der Ruine bei Nacht